# قرظة
القرضة (بالإنجليزية: Schizocarp)‏ (نقحرة: الكارب الشيزوكي) في علم النبات هي ثمرة بسيطة تنتج من أمتعة متعددة. عند النضج، تنفصل هذه الثمرة إلى أقسام يحوي كل واحد منها بذرة واحدة. من أمثلتها الخبيزة.

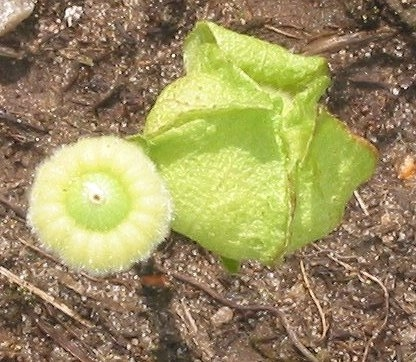
قرظة خبيزة غير منفتقة